# Парламентські вибори в Сан-Марино 1932
Парламентські вибори в Сан-Марино проходили 28 серпня 1932 року. Після приходу до влади в квітні 1923 року Фашистська партія Сан-Марино була єдиною партією, що брала участь у виборах. Фашисти знову отримали всі 60 місць парламенту.
Капітаном-регентом знову став секретар фашистської партії Джуліано Гоці.

## Результати
| Партія                        | Голоси | %    | Місць |
| ----------------------------- | ------ | ---- | ----- |
| Фашистська партія Сан-Марино  | 2 573  | 100  | 60    |
| Недійсних/порожніх бюлетенів  | 0      | –    | –     |
| Всього                        | 2 573  | 100  | 60    |
| Зареєстрованих виборців/ Явка | 3 915  | 65,7 | –     |
| Джерело: Nohlen & Stöver      |        |      |       |